# Heist-op-den-Berg
Heist-op-den-Berg is een gemeente in de Belgische provincie Antwerpen, in de Zuiderkempen.
De gemeente is de hoofdplaats van het kieskanton en gerechtelijk kanton Heist-op-den-Berg.

## Geschiedenis
De eerste schriftelijke verwijzing naar Heist-op-den-Berg (Heiste) dateert van 1008, in een oorkonde van de Duitse koning Hendrik II over de graasrechten van het Waverwoud. De naam Heist betekent waarschijnlijk 'hoogste', een woord dat in het oud-Nederlands als 'hoista' werd weergegeven.

Heist-op-den-Berg tussen 1638 en 1977.

Gedurende de middeleeuwen en ook later, tot aan het einde van de 18de eeuw was Heist-op-den-Berg, samen met Gestel, Booischot, Hallaar en het gehucht Bernum dat vandaag bij Itegem hoort een exclave van de Heerlijkheid Mechelen. Deze heerlijkheid maakte op zijn beurt deel uit van de Habsburgse Nederlanden. Door zijn aparte territoriale situatie verkreeg Heist-op-den-Berg een verregaande vorm van autonomie en mocht zij haar eigen schepenbank vormen. Slechts bij betwisting werd de zaak verhuisd naar de schepenbank van Mechelen. De schepenbank vergaderde lange tijd in het Voogdijhuis boven op de berg. Het gebouw werd aan het begin van de 20ste eeuw gesloopt om plaats te maken voor het klooster van de Zusters Annunciaten. Enkel de Voogdijstraat is hier nog een herinnering aan.
De autonomie was dermate kenmerkend voor Heist-op-den-Berg dat geschriften uit de 17de en 18de eeuw spreken over het "Land ende Vrijheid van Heist". Het is echter zeer waarschijnlijk dat Heist-op-den-Berg als Vrijheid al veel langer bestond. Een eerste aanwijzing is het symbool van de gemeente: de zwaan. De Heistse schepenen gebruikten dit dier reeds in 1565 op hun zegel om documenten te ondertekenen. Aan het zegel van de toenmalige heer van Heist komt geen zwaan te pas, wat dus wijst op een zekere graad van zelfbeschikking. Lokale heemkundige en schrijver Lodewijk Liekens gaat nog verder en oppert in zijn magnum opus over de mogelijkheid dat deze Vrijheid reeds in de 13de eeuw bestond. Heist-op-den-Berg verloor al haar rechten en privileges wanneer het ingelijfd werd bij de Eerste Franse Republiek in 1795.
In 1836 werd Booischot als zelfstandige gemeente afgesplitst van Heist. Door de inzet van lokale onderwijzer Livinius Carré gebeurde in 1876 hetzelfde met Hallaar. Ter nagedachtenis is een straat in het centrum van Hallaar dan ook naar hem vernoemd. In diezelfde periode verhuisde het gehucht Bernum voor het grootste gedeelte naar de gemeente Itegem, omdat de lokale bewoners zich meer associeerden met deze gemeente en er bijvoorbeeld de mis opluisterden. Het gehucht Bruggeneinde deed bijna hetzelfde maar bleef uiteindelijk toch deel uitmaken van Heist-op-den-Berg.
In 2008 vierde Heist-op-den-Berg zijn "1000ste verjaardag". Hiervoor werden er het hele jaar door feestactiviteiten georganiseerd. Ter gelegenheid van dit 1000-jarig bestaan kwam op 22 mei 2008 het koningspaar op bezoek.

## Geografie

### Kernen
De fusiegemeente telt naast Heist zelf nog vijf deelgemeenten: Booischot, Hallaar, Itegem, Schriek en Wiekevorst. In de deelgemeente Booischot ligt het kerkdorp Pijpelheide, in de deelgemeente Heist liggen de kerkdorpen Heist-Goor en Zonderschot. Heist-Station heeft ook zijn eigen kerk, maar is zodanig vergroeid met Heist-Centrum dat het niet meer als kerkdorp herkenbaar is. In de deelgemeente Schriek ligt tot slot het kerkdorp Grootlo. 

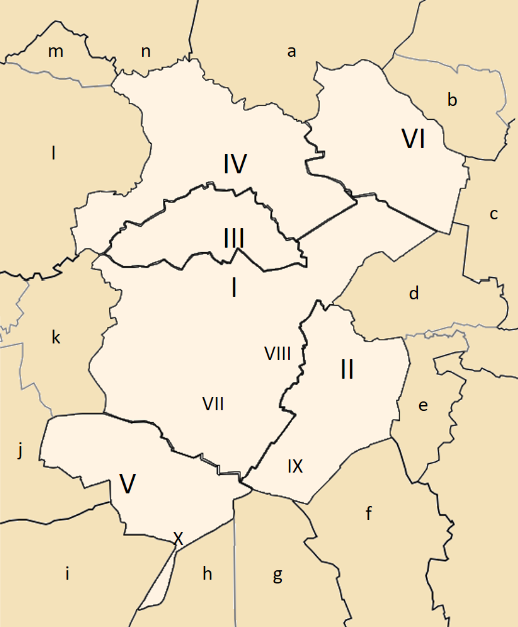
Heist-op-den-Berg met zijn deelgemeenten, gehuchten en buurgemeenten.

 Verder telt groot-Heist nog vele gehuchten, hiervan mogen Achterheide, Heesten en Bruggeneinde tot de grootste worden gerekend.
|                | Naam                                                                   | Oppervlakte (km²) | Bevolking (01/01/2013) |
| -------------- | ---------------------------------------------------------------------- | ----------------- | ---------------------- |
| I (VII) (VIII) | Heist-op-den-Berg - Centrum - Heist-Station - Heist-Goor - Zonderschot | 28,93             | 12.163 4.579           |
| II (IX)        | Booischot - Booischot - Pijpelheide                                    | 11,59             | 6.539 3.492 3.002      |
| III            | Hallaar                                                                | 6,90              | 3.341                  |
| IV             | Itegem                                                                 | 16,62             | 5.719                  |
| V (X)          | Schriek - Schriek - Grootlo                                            | 11,09             | 4.980                  |
| VI             | Wiekevorst                                                             | 11,27             | 3.631                  |

Bron: Gemeente Heist-op-den-Berg

### Randgemeenten
Grootlo is de enige woonkern van de gemeente die over de gemeentegrens heen gegroeid is, namelijk die van Tremelo en Keerbergen.
Heist-op-den-Berg grenst aan de volgende gemeenten en dorpen:
| - a. Herenthout (gemeente Herenthout) - b. Morkhoven (stad Herentals) - c. Heultje (gemeente Westerlo) - d. Hulshout (gemeente Hulshout) - e. Houtvenne (gemeente Hulshout) - f. Begijnendijk (gemeente Begijnendijk) - g. Baal (gemeente Tremelo) |

| - h. Tremelo (gemeente Tremelo) - i. Keerbergen (gemeente Keerbergen) - j. Putte (gemeente Putte) - k. Beerzel (gemeente Putte) - l. Berlaar (gemeente Berlaar) - m. Gestel (gemeente Berlaar) - n. Bevel (gemeente Nijlen) |

### Topografie
Heist-op-den-Berg dankt zijn naam aan de “Heistse Berg”, een getuigenheuvel die centraal in de gemeente ligt. Op de 48 m hoge top ligt het historische centrum van de gemeente met onder andere het oude vredegerecht uit 1867, het gemeentehuis, de Sint-Lambertuskerk uit de 14de eeuw en de pastorie uit 1769. Het is het tweede hoogste natuurlijke punt van de provincie Antwerpen. Enkel Beerzelberg in Beerzel is met 51,60 m net iets hoger.
De straat Bergop is opgenomen in de Cotacol Encyclopedie met daarin de duizend zwaarste beklimmingen voor wielertoeristen in België. Over een lengte van 500 meter wordt een gemiddeld stijgingspercentage 6% gehaald (zie ook Helling van Heist-op-den-Berg).
De ruim 40.000 inwoners die de gemeente in 2019 telt zijn zeer ongelijk verdeeld over de verschillende deelgemeenten. Dit resulteert in een erg gediversifieerd landschap. De bebouwde kommen van Heist-centrum en Hallaar zijn door de jaren heen met elkaar vergroeid en vertonen kenmerken van een middelgrote provinciestad. Aan de zuidrand van de agglomeratie ligt het industriepark van Heist, dat het economische hart van de gemeente is.
Ten noorden van Heist en Hallaar liggen de deelgemeenten Itegem en Wiekevorst. Per hoofd is hier ongeveer twee maal zoveel ruimte beschikbaar als in de hoofdplaats. Dit contrast is goed zichtbaar aan het gebruik van het land, dat vooral agrarisch georiënteerd is. Vooral in Wiekevorst wordt er nog zeer veel aan landbouw gedaan.

## Bezienswaardigheden

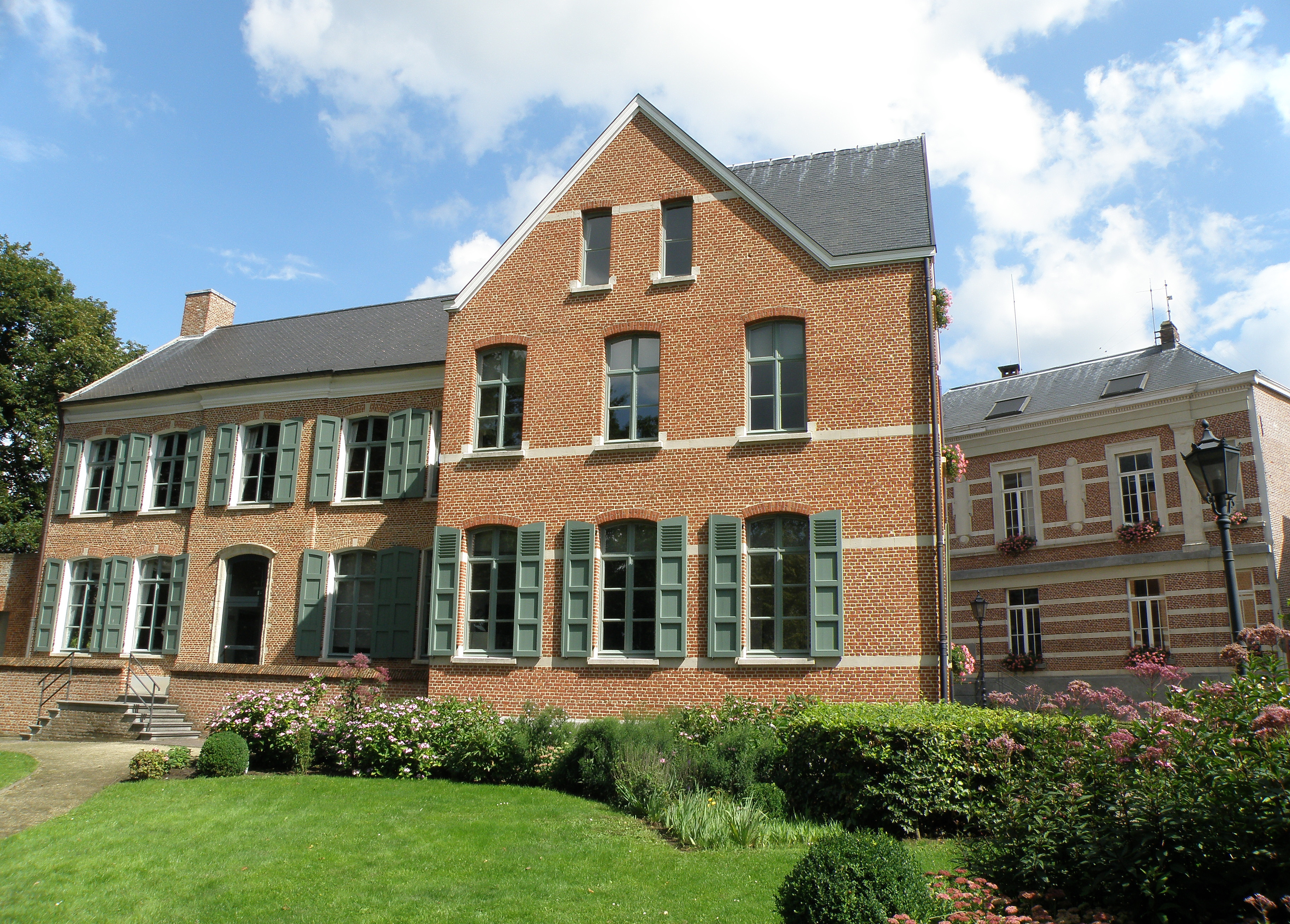
Voormalige pastorie

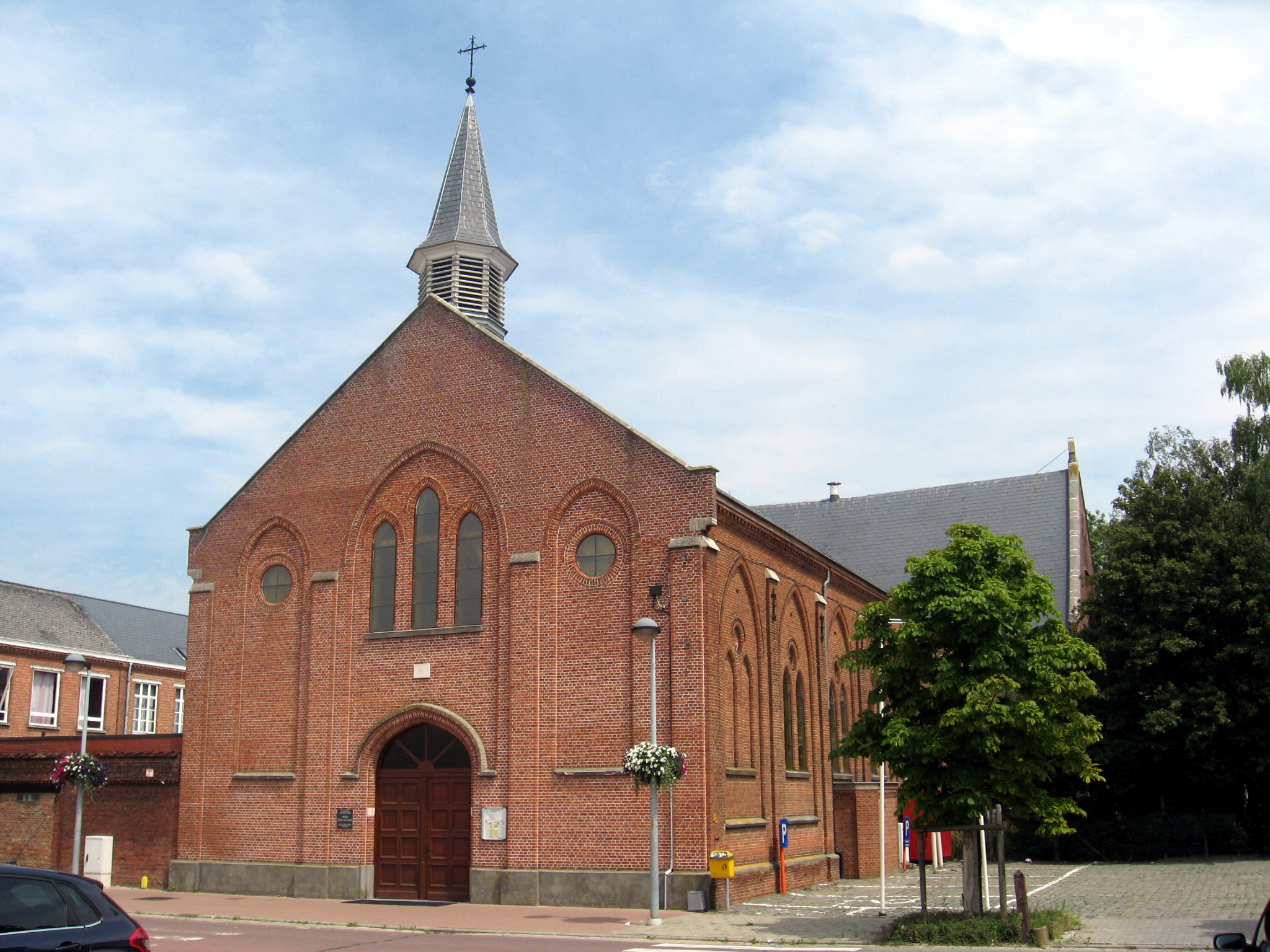
Heilig-Hartkerk

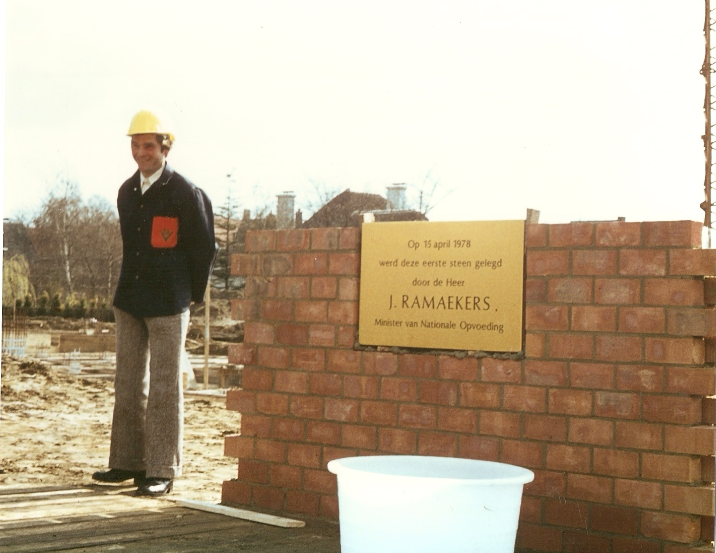
Eerstesteenlegging van de huidige T-blok van het Atheneum Hof van Riemen op 15 april 1978 door J. Ramaekers, toenmalig minister van Nationale Opvoeding.

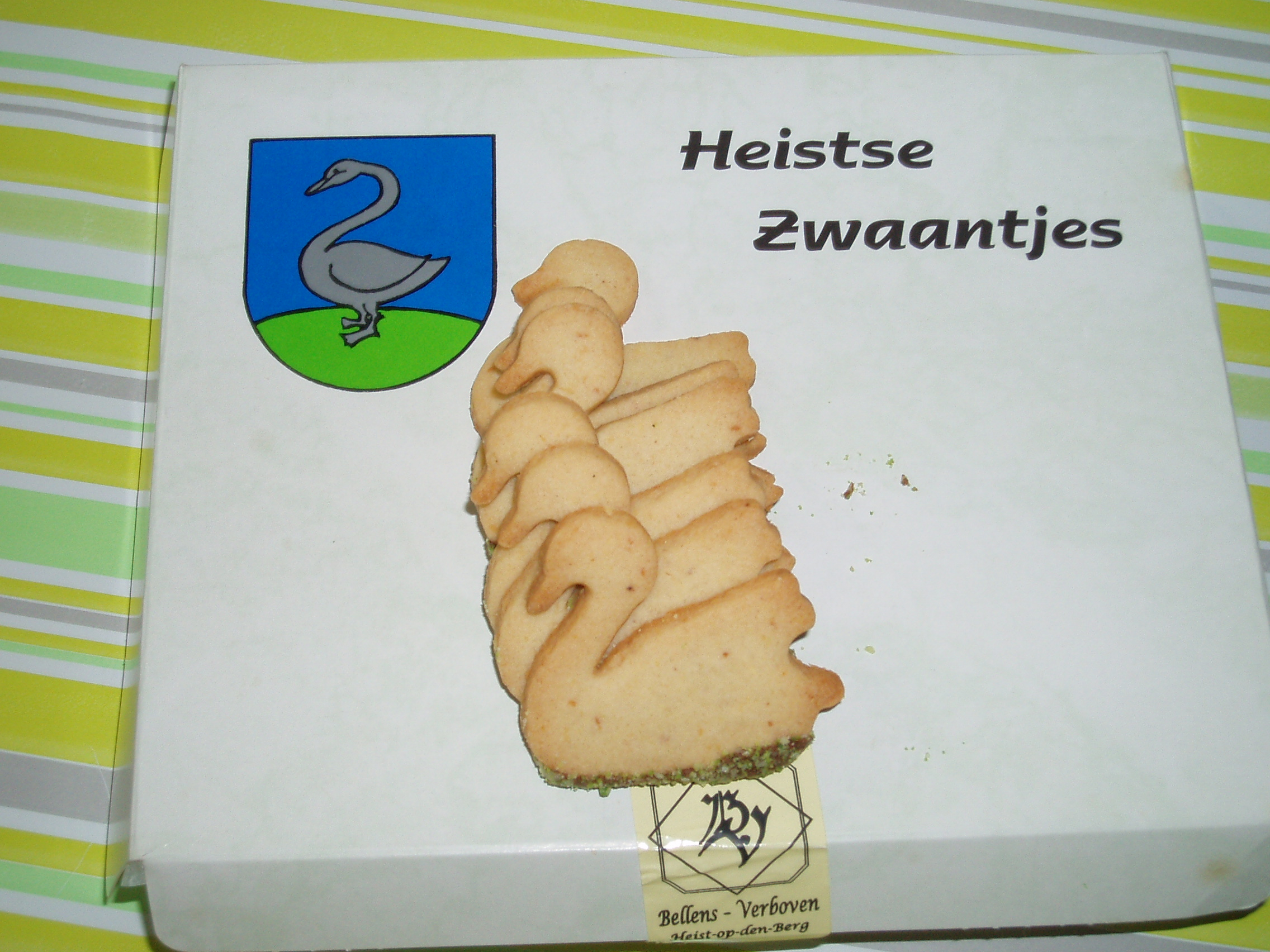
Heistse Zwaantjes

- De Heistse Berg: natuurlijke getuigenheuvel die de officiële kern is van Heist-op-den-Berg. Op de Heistse Berg vinden we onder meer de parochiekerk van Heist-op-den-Berg, het politiekantoor, het gemeentehuis, het treinmuseum en het heemmuseum.
- De Sint-Lambertuskerk
- De Heilig Hartkerk
- De Swanepomp aan de Bergstraat
- De Kaasstrooimolen
- Het Pelgrimhof
- Het Hof van Riemen: gerestaureerde middeleeuwse hoeve, nu getransformeerd tot restaurant.
- De Schandpaal
- Het Kasteel Ten Bos
- Het Torengebouw
- De water- en uitkijktoren.
- Het Heemmuseum Die Swane heeft een collectie met betrekking tot de historie van Heist en omstreken. Op de bovenste verdieping van het museumgebouw bevindt zich een radiomuseum.
- Het Treinmuseum: klein museum met als centraal thema de geschiedenis van de spoorwegenr.

## Natuur en landschap
Heist-op-den-Berg ligt op een 45 meter boven de zeespiegel uitstekende getuigenberg. Het Hoogbergbos bevindt zich op deze heuvel. Ten noordoosten van de kom loopt de Grote Nete in min of meer westelijke richting.
Ondanks de groeiende bevolkingsdruk zijn er in de gemeente meerdere natuurgebieden te vinden. Het meest bekende bos in Heist is de Averegten in Hallaar. Het huidige domein heeft een grootte van ongeveer 80 hectare en staat reeds vermeld op de Ferrariskaarten uit de tweede helft van de 18de eeuw. Het landgebruik op deze plek is dus amper gewijzigd gedurende de voorbije eeuwen. De actuele bestemming van dit natuurgebied is voornamelijk gericht op recreanten. Het is een typisch wandelbos, met drie uitgestippelde wandel- en fietsroutes. In de zomer kan men de plantentuin en de bijenkasten bezoeken.
Nabij de grens met Putte is er het Speelbergenbos met het naastgelegen Domein Pelgrimhof. Het bos is in bezit van Kempens Landschap sinds 2002 en wordt door hen beheerd. Door het bos is één wandellus gelegd.
Veel minder bekend is het natuurgebied de Goren in het gehucht Bruggeneinde. Het natuurgebied heeft een totale grootte van circa 10,5 hectare verdeeld over drie losse gebieden. Het is een ‘natte heide’-biotoop die in Vlaanderen erg zeldzaam is geworden. Om een mooie uitgebalanceerde heidevegetatie te verkrijgen is het belangrijk het gebied te verarmen, wat in actuele omstandigheden moeilijk is door de intensieve landbouw in de omliggende percelen. Het toekomstgericht beleid bestaat er uit percelen bij aan te werven zodat de drie aparte blokken natuurgebied kunnen verenigd worden. Zeldzame planten die hier gevonden kunnen worden zijn onder andere de Koningsvaren, Venusvliegenval en Zonnedauw. De Goren ligt vlak bij de Kaasstrooimolen en is van daaruit makkelijk te bereiken.
De Grote Nete, die dwars door de gemeente stroomt, is een derde belangrijke bron van natuur in de gemeente. Ze vormt zowel in Booischot als in Itegem een klein gedeelte van de gemeentegrens. Het gemeentebestuur erkent al langer het belang van deze rivier en bakende tussen de Lodijkbrug en Nieuwendijkbrug de rivier, oever en een stuk achterland af als beschermd gebied ter bevordering van de biodiversiteit. Met het Sigmaplan echter wordt de natuurwaarde vanaf 2015 verder verhoogd. Hoewel de Grote Nete zeer ver stroomopwaarts gelegen is ter hoogte van de gemeente zijn ook hier nog de invloeden van eb en vloed merkbaar, waardoor dit dus in het Sigmaplan past. De bedoeling is om een gebied van 1300 hectare direct rondom de rivier een bestemmingswijziging te geven. Het overgrote gedeelte hiervan zal op het grondgebied van Heist-op-den-Berg gerealiseerd worden. De oorspronkelijke riviervallei zal hersteld worden, de dijken worden verlaagd waardoor het rivierwater zich makkelijker verspreidt en opnieuw drasland gecreëerd wordt. Net zoals de natte heide ontstaat hierdoor een biotoop die zeldzaam was geworden in Vlaanderen. Ook de monding van de Wimp krijgt een milieuvriendelijkere inrichting. De huidige afsluitdijk met terugslagklepsysteem zal op termijn vervangen worden door een natuurlijke riviermonding, waardoor transport van nutriënten en leven opnieuw in twee richtingen mogelijk wordt. Zo vormt de Wimp en Grote Nete opnieuw één geheel, ten minste tot aan de stuw van de Herlaermolen in Herenthout.
- De Averegten: dit wandelbos is toegankelijk vanuit Hallaar en verbindt enkele deelgemeenten met elkaar. Het domein omvat ongeveer 80 hectare en heeft drie uitgestippelde wandel- en fietsroutes. In de zomer kan men de plantentuin en de bijenkasten bezoeken.
- Natuurgebied Pinzieleke.

## Demografie

### Demografische ontwikkeling voor de fusie
- Bronnen:NIS, Opm:1806 tot en met 1970=volkstellingen; 1976 = inwoneraantal op 31 december
- 1846: Afsplitsing van Booischot in 1836
- 1880: Afsplitsing van Hallaar in 1876

### Demografische ontwikkeling van de fusiegemeente
Alle historische gegevens hebben betrekking op de huidige gemeente, inclusief deelgemeenten, zoals ontstaan na de fusie van 1 januari 1977.
- Bronnen:NIS, Opm:1806 tot en met 1981=volkstellingen; 1990 en later= inwonertal op 1 januari

| Inwoners van jaar tot jaar op 1 januari 1992 tot heden | Inwoners van jaar tot jaar op 1 januari 1992 tot heden | Inwoners van jaar tot jaar op 1 januari 1992 tot heden |
| jaar                                                   | Aantal                                                 | Evolutie: 1992=index 100                               |
| ------------------------------------------------------ | ------------------------------------------------------ | ------------------------------------------------------ |
| 1992                                                   | 35.736                                                 | 100,0                                                  |
| 1993                                                   | 35.881                                                 | 100,4                                                  |
| 1994                                                   | 36.231                                                 | 101,4                                                  |
| 1995                                                   | 36.497                                                 | 102,1                                                  |
| 1996                                                   | 36.761                                                 | 102,9                                                  |
| 1997                                                   | 36.996                                                 | 103,5                                                  |
| 1998                                                   | 37.220                                                 | 104,2                                                  |
| 1999                                                   | 37.342                                                 | 104,5                                                  |
| 2000                                                   | 37.233                                                 | 104,2                                                  |
| 2001                                                   | 37.396                                                 | 104,6                                                  |
| 2002                                                   | 37.538                                                 | 105,0                                                  |
| 2003                                                   | 37.655                                                 | 105,4                                                  |
| 2004                                                   | 37.868                                                 | 106,0                                                  |
| 2005                                                   | 38.126                                                 | 106,7                                                  |
| 2006                                                   | 38.513                                                 | 107,8                                                  |
| 2007                                                   | 38.721                                                 | 108,4                                                  |
| 2008                                                   | 39.201                                                 | 109,7                                                  |
| 2009                                                   | 39.603                                                 | 110,8                                                  |
| 2010                                                   | 39.866                                                 | 111,6                                                  |
| 2011                                                   | 40.236                                                 | 112,6                                                  |
| 2012                                                   | 40.512                                                 | 113,4                                                  |
| 2013                                                   | 40.915                                                 | 114,5                                                  |
| 2014                                                   | 41.365                                                 | 115,8                                                  |
| 2015                                                   | 41.812                                                 | 117,0                                                  |
| 2016                                                   | 42.110                                                 | 117,8                                                  |
| 2017                                                   | 42.416                                                 | 118,7                                                  |
| 2018                                                   | 42.478                                                 | 118,9                                                  |
| 2019                                                   | 42.681                                                 | 119,4                                                  |
| 2020                                                   | 42.950                                                 | 120,2                                                  |
| 2021                                                   | 43.096                                                 | 120,6                                                  |
| 2022                                                   | 43.594                                                 | 122,0                                                  |
| 2023                                                   | 44.226                                                 | 123,8                                                  |
| 2024                                                   | 44.505                                                 | 124,5                                                  |
| 2025                                                   | 44.723                                                 | 125,1                                                  |

## Politiek

### Structuur
De gemeente Heist-op-den-Berg maakt deel uit van het kieskanton Heist-op-den-Berg, gelegen in het provinciedistrict Lier, het kiesarrondissement Mechelen-Turnhout en ten slotte de kieskring Antwerpen.
| Heist-op-den-Berg | Heist-op-den-Berg | Supranationaal         | Nationaal                         | Nationaal           | Gemeenschap         | Gewest              | Provincie           | Arrondissement    | Provinciedistrict | Kanton            | Gemeente          |
| ----------------- | ----------------- | ---------------------- | --------------------------------- | ------------------- | ------------------- | ------------------- | ------------------- | ----------------- | ----------------- | ----------------- | ----------------- |
| Administratief    | Niveau            | Europese Unie          | België                            | België              | Vlaanderen          | Vlaanderen          | Antwerpen           | Mechelen          | Mechelen          | Mechelen          | Heist-op-den-Berg |
| Administratief    | Bestuur           | Europese Commissie     | Belgische regering                | Belgische regering  | Vlaamse regering    | Vlaamse regering    | Deputatie           | Deputatie         | Deputatie         | Deputatie         | Gemeentebestuur   |
| Administratief    | Raad              | Europees Parlement     | Kamer van volksvertegenwoordigers | Vlaams Parlement    | Vlaams Parlement    | Vlaams Parlement    | Provincieraad       | Provincieraad     | Provincieraad     | Provincieraad     | Gemeenteraad      |
| Kiesomschrijving  | Kiesomschrijving  | Nederlands Kiescollege | Kieskring Antwerpen               | Kieskring Antwerpen | Kieskring Antwerpen | Kieskring Antwerpen | Kieskring Antwerpen | Mechelen-Turnhout | Lier              | Heist-op-den-Berg | Heist-op-den-Berg |
| Verkiezing        | Verkiezing        | Europese               | Federale                          | Federale            | Vlaamse             | Vlaamse             | Provincieraads-     | Provincieraads-   | Provincieraads-   | Provincieraads-   | Gemeenteraads-    |

### Geschiedenis

#### Lijst van burgemeesters
| Periode | Periode     | Burgemeester                                             |
| ------- | ----------- | -------------------------------------------------------- |
|         | 1800 - 1815 | Jean François Lambrechts                                 |
|         | 1816 - 1830 | Joannes Andreas Heylen                                   |
|         | 1830 - 1836 | Charles Caluwaert                                        |
|         | 1836 - 1869 | Pierre François Lambrechts                               |
|         | 1869 - 1871 | Joannes Casimirus Lambrechts                             |
|         | 1872 - 1881 | Joseph De Cuyper                                         |
|         | 1881 - 1887 | Jan Van Den Broeck                                       |
|         | 1888 - 1920 | Aloïs Van Roosbroeck                                     |
|         | 1921 - 1932 | Theofiel De Bie (Onpartijdige lijst van algemeen belang) |
|         | 1933 - 1943 | Paul Van Roosbroeck (Kath. Verb.)                        |

| Periode | Periode      | Burgemeester                              |
| ------- | ------------ | ----------------------------------------- |
|         | 1943 - 1944  | Hendrik Corten (VNV, oorlogsburgemeester) |
|         | 1944 - 1946  | Paul Van Roosbroeck (CVP)                 |
|         | 1947 - 1958  | Eugeen Wouters (Lib. Partij)              |
|         | 1959 - 1976  | Alfons Verbist (CVP)                      |
|         | 1977 - 1982  | Carl Demolder (CVP)                       |
|         | 1983 - 2006  | Diane Vandewijngaerden (CVP / CD&V)       |
|         | 2007 - 2021  | Luc Vleugels (CD&V)                       |
|         | 2022 - 2024  | Jan Moons (N-VA)                          |
|         | 2024 - heden | Dirk Van Noten (CD&V)                     |

#### Legislatuur 2019 – 2024
Burgemeester werd Luc Vleugels (CD&V) tot en met 2021, daarna nam Jan Moons (N-VA) de fakkel over tot het einde van de legislatuur. De coalitie bestond uit CD&V, Open-VLD, N-VA, PRO Heist en Groen; de zogenaamde "Einsteincoalitie". Samen vormden ze de meerderheid met 29 op 35 zetels.

#### Legislatuur 2024 - 2030
Burgemeester werd Dirk Van Noten (CD&V), die een coalitie ging leiden bestaande uit CD&V en PRO Heist-Vooruit. Samen vormen ze de meerderheid met 18 op 35 zetels.

#### Resultaten gemeenteraadsverkiezingen sinds 1976
| Partij of kartel     | Partij of kartel                                             | 10-10-1976 | 10-10-1976 | 10-10-1982 | 10-10-1982 | 9-10-1988 | 9-10-1988 | 9-10-1994 | 9-10-1994 | 8-10-2000 | 8-10-2000 | 8-10-2006 | 8-10-2006 | 14-10-2012 | 14-10-2012 | 14-10-2018 | 14-10-2018 | 13-10-2024 | 13-10-2024 |
| Stemmen / Zetels     | Stemmen / Zetels                                             | %          | 31         | %          | 31         | %         | 31        | %         | 33        | %         | 33        | %         | 33        | %          | 35         | %          | 35         | %          | 35         |
| -------------------- | ------------------------------------------------------------ | ---------- | ---------- | ---------- | ---------- | --------- | --------- | --------- | --------- | --------- | --------- | --------- | --------- | ---------- | ---------- | ---------- | ---------- | ---------- | ---------- |
|                      | CVP1 / CD&V-N-VAA / CD&V2                                    | 48,921     | 17         | 44,851     | 15         | 48,921    | 17        | 45,391    | 18        | 35,141    | 14        | 32,72A    | 13        | 29,502     | 13         | 24,472     | 10         | 28,62      | 11         |
|                      | VU1 / CD&V-N-VAA / N-VA2 / Lijst voor HeistC                 | 19,611     | 6          | 16,781     | 5          | 10,31     | 2         | 4,161     | 0         | -         |           | 32,72A    | 13        | 26,972     | 11         | 23,742     | 10         | 22,3C      | 5          |
|                      | PVV1/ VLD2/ Open Vld3 / Lijst voor HeistC                    | -          |            | 12,551     | 3          | 10,891    | 3         | 14,632    | 5         | 15,582    | 5         | 13,142    | 4         | 10,443     | 4          | 9,923      | 3          | 22,3C      | 2          |
|                      | Agalev1 / sp.a-Groen!B / Groen2 / Lijst voor HeistC          | -          |            | -          |            | 5,461     | 1         | 5,821     | 1         | 5,521     | 1         | 14,76B    | 5         | 3,882      | 0          | 7,762      | 2          | 22,3C      | 1          |
|                      | SP1 / sp.a-Groen!B / sp.a2 / PRO Heist3 / PRO Heist-Vooruit4 | 18,571     | 6          | 25,821     | 8          | 23,821    | 8         | 18,691    | 7         | 13,791    | 4         | 14,76B    | 5         | 12,162     | 4          | 11,883     | 4          | 17,94      | 7          |
|                      | Vlaams Blok1 / Vlaams Belang2                                | -          |            | -          |            | -         |           | 5,51      | 1         | 9,471     | 3         | 13,382    | 4         | 6,792      | 2          | 10,682     | 4          | 17,92      | 7          |
|                      | E.T.A.                                                       | -          |            | -          |            | -         |           | 5,37      | 1         | 7,01      | 2         | 5,49      | 1         | 5,82       | 1          | 8,01       | 2          | 6,4        | 1          |
|                      | PVDA1 / PVDA+2                                               | -          |            | -          |            | 0,61      | 0         | 0,441     | 0         | 0,421     | 0         | 0,692     | 0         | 1,272      | 0          | 2,231      | 0          | 5,81       | 1          |
|                      | Heist 20001 / Gemeentebelang2                                | -          |            | -          |            | -         |           | -         |           | 12,71     | 4         | 17,312    | 6         | -          |            | -          |            | -          |            |
|                      | CP                                                           | 9,74       | 2          | -          |            | -         |           | -         |           | -         |           | -         |           | -          |            | -          |            | -          |            |
|                      | Anderen(*)                                                   | 3,16       | 0          | -          |            | -         |           | -         |           | 0,37      | 0         | 2,53      | 0         | 3,16       | 0          | 1,32       | 0          | 1,1        | 0          |
| Totaal stemmen       | Totaal stemmen                                               | 23613      | 23613      | 25865      | 25865      | 26857     | 26857     | 27623     | 27623     | 28144     | 28144     | 29469     | 29469     | 30409      | 30409      | 31725      | 31725      | 21531      | 21531      |
| Opkomst %            | Opkomst %                                                    |            |            |            |            | 96,13     | 96,13     | 94,86     | 94,86     | 94,02     | 94,02     | 94,98     | 94,98     | 93,04      | 93,04      | 93,22      | 93,22      | 61,1       | 61,1       |
| Blanco en ongeldig % | Blanco en ongeldig %                                         | 3,2        | 3,2        | 4,43       | 4,43       | 3,72      | 3,72      | 4,2       | 4,2       | 4,17      | 4,17      | 3,53      | 3,53      | 3,65       | 3,65       | 4,32       | 4,32       | 1,4        | 1,4        |

De rode cijfers naast de gegevens duiden aan onder welke naam de partijen telkens bij een verkiezing opkwamen.
De zetels van de gevormde coalitie staan vetjes weergegeven. De grootste partij is in kleur.
(*) 1976: LVP (3,16%) / 2000: ATP (0,37%) / 2006: G-HA (2,53%) / 2012: G-HA (3,16%) / 2018: A&B (1,32%) / 2024: N-zes (1,1%)

## Mobiliteit

### Fiets
Lokaal
De snelle fietsverbindingen tussen de deelgemeenten komen grotendeels overeen met het economisch netwerk dat reeds in het Gemeentelijk Ruimtelijk Structuurplan van 2000 werd opgesteld. Onderstaande tabel is indicatief om een idee te geven van enkele routes en de actuele kwaliteit ervan (november 2019). Deze routes zijn minder of niet geschikt als recreatieve route. Bovendien zijn sommige wegen nog niet fietsvriendelijk naar de normen van vandaag. Er wordt daarnaast sterk ingezet op de vele trage wegen die de gemeente rijk is.
| Traject                           | Route                                                                                      | Afstand (km) | Bestrating                                         | Staat                                 | Opmerkingen                                                                                            |
| --------------------------------- | ------------------------------------------------------------------------------------------ | ------------ | -------------------------------------------------- | ------------------------------------- | --- |
| Heist - Hallaar - Itegem          | Leopoldlei - L. Carréstraat - Hallaarstraat                                                | 3,3          | Asfalt (50%) - beton (25%) - (beton)klinkers (25%) | Goed. Uitstekend waar geasfalteerd    | Tussen kruispunten Nieuwendijk en Hopvelden geasfalteerd in 2018 en 2019.                              |
| Heist - Bruggeneinde - Wiekevorst | Herentalsesteenweg - Wiekevorstsesteenweg - Pompoenstraat - Louis Van Bauwelstraat         | 6,5          | Beton (90%), asfalt (10%)                          | Slecht. Uitstekend waar geasfalteerd. | Tussen kruispunt Engelenweg en Wiekevorst-centrum geasfalteerd in 2019.                                |
| Heist - Heist-Goor - Schriek      | Lostraat - Heist-Goorstraat - Pastoor Mellaertsstraat - Bredestraat - Leo Kempenaersstraat | 6,6          | Asfalt (66%) - beton(klinkers) (25%) - beton (9%)  | Uitstekend                            | Een groot deel van de route geasfalteerd tussen 2018 en 2019. De Bredestraat is zeer fietsvriendelijk. |
| Heist - Booischot                 | Oude Godstraat - Westerlosesteenweg (N15)                                                  | 4,9          | (Beton)klinkers (60%), beton (40%)                 | Slecht. Goed waar beklinkerd.         | / |
| Itegem - Wiekevorst               | Karel Govaertsstraat - Krombeekweg - Itegemseweg                                           | 5,0          | Beton (70%), (beton)klinkers (28%), asfalt (2%)    | Zeer goed. Slecht waar beklinkerd     | / |

Bovenlokaal
De fietsostrade F104 (Aarschot - Lier) loopt dwars door de gemeente over het grondgebied van Booischot, Heist-op-den-Berg via Zonderschot en het station; en Itegem. Deze verbinding is nog niet operationeel. De fietssnelweg F106 (Aarschot - Herentals die wel volledig befietsbaar is ligt in vogelvlucht op respectievelijk drie en twee kilometer afstand van het centrum van Booischot en Wiekevorst.

### Bus
De deelgemeenten en hoofdkern zijn allemaal aangesloten op één of meerdere streeklijnen van De Lijn. Ondanks deze overvloed aan streeklijnen is het moeilijk om in de gemeente zelf met het openbaar vervoer vlot alle deelgemeenten te bereiken.
- 160: (Aarschot - Begijnendijk - Booischot - Pijpelheide - Heist-Goor - Heist-Centrum - Station Heist-op-den-Berg - Heist-Station)
- 161: (Aarschot - Begijnendijk - Booischot - Zonderschot - Heist-Centrum - Station Heist-op-den-Berg - Heist-Station)
- 220: (Aarschot - Ramsel - Westmeerbeek - Heultje - Hulshout - Bruggeneinde - Wiekevorst)
- 58: (Station Heist-op-den-Berg - Hallaar - Itegem - Berlaar - Lier)
- 51a: (Geel - Zammel - Westerlo - Zoerle-Parwijs - Heultje - Hulshout - Bruggeneinde - Hallaar - Heist-Centrum - Station Heist-op-den-Berg - Beerzel - Putte - Onze-Lieve-Vrouw-Waver - Sint-Katelijne-Waver - Mechelen)
- 51b: (Herentals - Noorderwijk - Herenthout - Itegem - Hallaar - Heist-Centrum - Station Heist-op-den-Berg - Beerzel - Putte - Onze-Lieve-Vrouw-Waver - Sint-Katelijne-Waver - Mechelen)
- 849: (Station Heist-op-den-Berg - Hallaar - Itegem - Herenthout - Bouwel - Grobbendonk - Vorselaar Van Roeyinstituut)
- 75: (Tremelo - Grootlo - Schriek - Goor - Heist-op-den-Berg)
- 529: (Sint-Katelijne-Waver Hagelstein - Onze-Lieve-Vrouw-Waver - Putte - Schriek - Grootlo - Tremelo)
- 534: (Station Heist-op-den-Berg - Heist-Station - Beerzel - Putte - Keerbergen)

### Trein
Vanuit Station Heist-op-den-Berg vertrekt gedurende de hele week één keer per uur een L en IC trein naar Aarschot-Leuven en Lier-Antwerpen. Verder vertrekt er op weekdagen eenmaal per uur een IC trein met bestemming  Lier-Antwerpen en Hasselt.
Het station van deelgemeente Booischot wordt enkel bediend door de L trein richting Aarschot-Leuven en Lier-Antwerpen.

## Cultuur

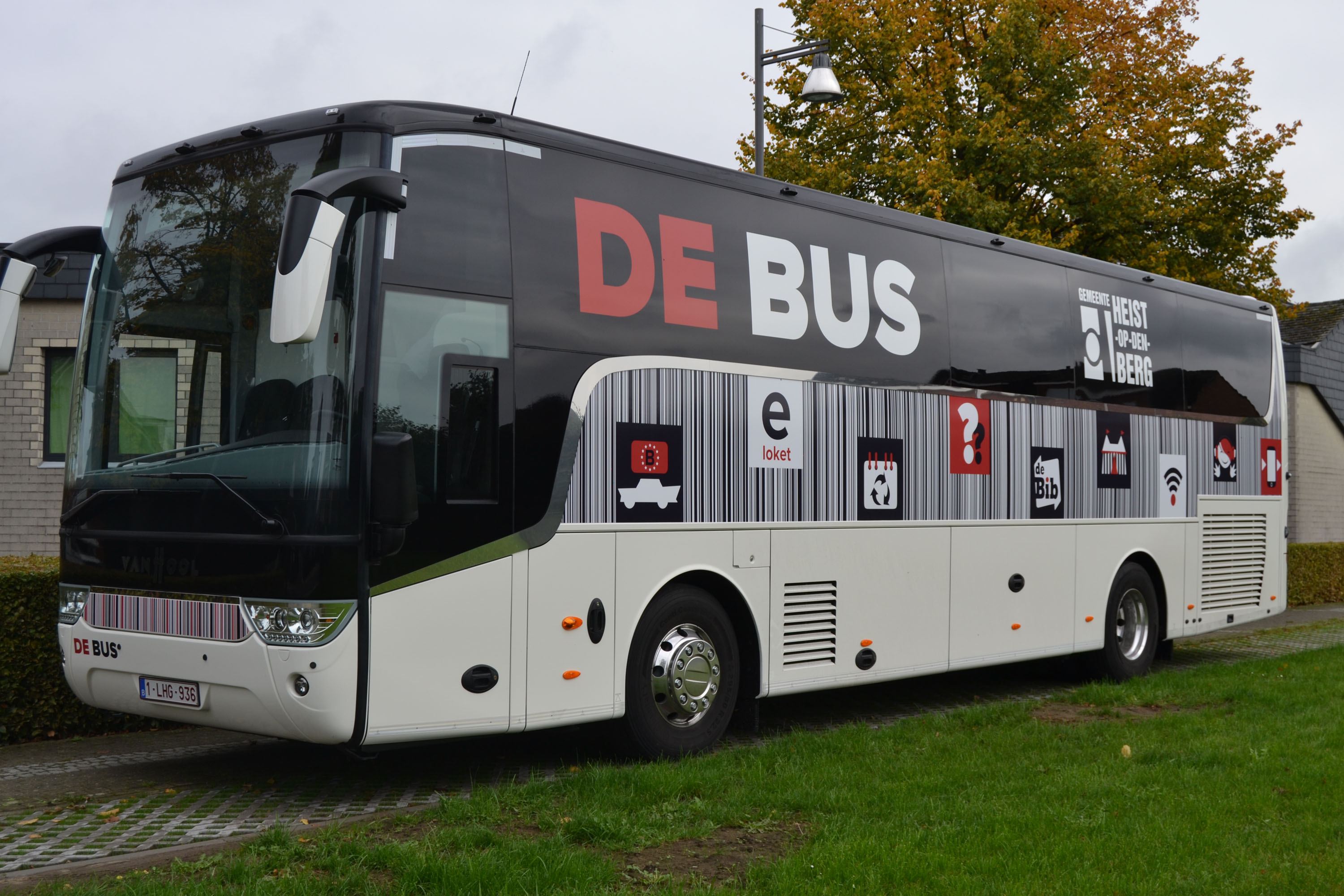
Bibliotheekbus

### Dialect
Bijna elke deelgemeente heeft een eigen dialect. Ze behoren allemaal tot het Brabants. Het verschil tussen de dorpsdialecten in de gemeente is klein tot matig. Het zijn eerder klankverschillen dan verschillen in de woordenschat.
In de volksmond noemen de Heistenaren hun gemeente Hest.

### Wapenschild
In 2008 werd het logo van de gemeente (de bekende Heistse Zwaan, te zien bovenaan deze Wiki-pagina) veranderd. Dit leidde tot protest van inwoners, die huidig CD&V-burgemeester Luc Vleugels bij wijze van ludiek protest een echte zwaan cadeau gaven.

### Evenementen
- Hestival
- De vlooienmarkt op zondagmorgen, in de volksmond ook wel de 'voddemet' genoemd ('vodden' wordt in het Heists gebruikt om oude rommel aan te duiden).
- Cultuurcentrum Zwaneberg vlak bij de openbare bibliotheek.
- Eind augustus wordt jaarlijks het muziekfestival Hestival georganiseerd dat zo'n 10.000 bezoekers telt.

### Voorzieningen
- De Bergstraat is de centrale winkelstraat en het economische hart van Heist-op-den-Berg, aan de voet van "den Berg".

## Sport
- Wielerwedstrijd de Heistse Pijl.
- Voetbalclub KSK Heist. De vrouwenploeg hiervan werd driemaal landskampioen en won eveneens driemaal de Beker van België.
- IJshockeyclub Olympia Heist op den Berg. De club werd elf keer landskampioen en won tweemaal de Beker van België.
- Tennisclub Heistse T.C. De tennisclub beschikt over het grootst aantal leden van de provincie Antwerpen.
- Voetbalclubs uit de deelgemeenten : KFC Molezonen-Hallaar, KVC Booischot, KSV Schriek, SC Wiekevorst, FC Heist-Goor, Halder United, SK Diamant, FC Real Sas, DC Wittegracht, FC United en KFC Diamantschijf.
- De schaatsbaan: een van de grootste kunstschaatsbanen in de provincie Antwerpen. Naast een recreatieve functie wordt de schaatsbaan hoofdzakelijk gebruikt als trainingsveld voor Olympia, de Heistse ijshockeyploeg.

## Bekende inwoners

### Geboren in Heist-op-den-Berg
- Theophile Anthoni (1850-1907), fluitist. Droeg de bijnaam "de nachtegaal van Heist".
- Frans Coeckelbergs (1859-1918), auteur. De Bossestraat in het centrum van Heist werd naar hem hernoemd tot Frans Coeckelbergsstraat.
- Arthur Vereecke (1883-1958), kunstsmid en werktuigkundige.
- Jozef Weyns (1913-1974), heemkundige en oprichter van openluchtmuseum Bokrijk.
- René Lambrechts (1923-1981), auteur en heemkundige
- Paul Michiels (1948), zanger
- Ivo van Hove (1958), toneelregisseur
- Benny Heylen (1962), mountainbiker
- Benjamin Van Itterbeeck (1964), wielrenner
- DJ Liberty (1969) DJ muziekproducer
- Jan Moons (1970), ex-voetballer en politicus
- Silvy De Bie (1981), zangeres van Sylver
- Pieter Verelst (1990), acteur

### Wonend in Heist-op-den-Berg
- Ward Hermans (1897-1992), Vlaams-nationalistisch collaborateur, schrijver en oprichter van de Algemeene SS-Vlaanderen.
- Gaston Durnez (1928-2019) (Itegem): dichter, schrijver, journalist
- Cas Goossens (1937) (Itegem)
- Rik Torfs (1956): professor Kerkelijk Recht en voormalige rector KU Leuven, ook bekend van tv-programma's als 'De slimste mens' op Eén.
- Atelaw Bekele (1987): atleet, Europees kampioen veldlopen 2011.

## Galerij

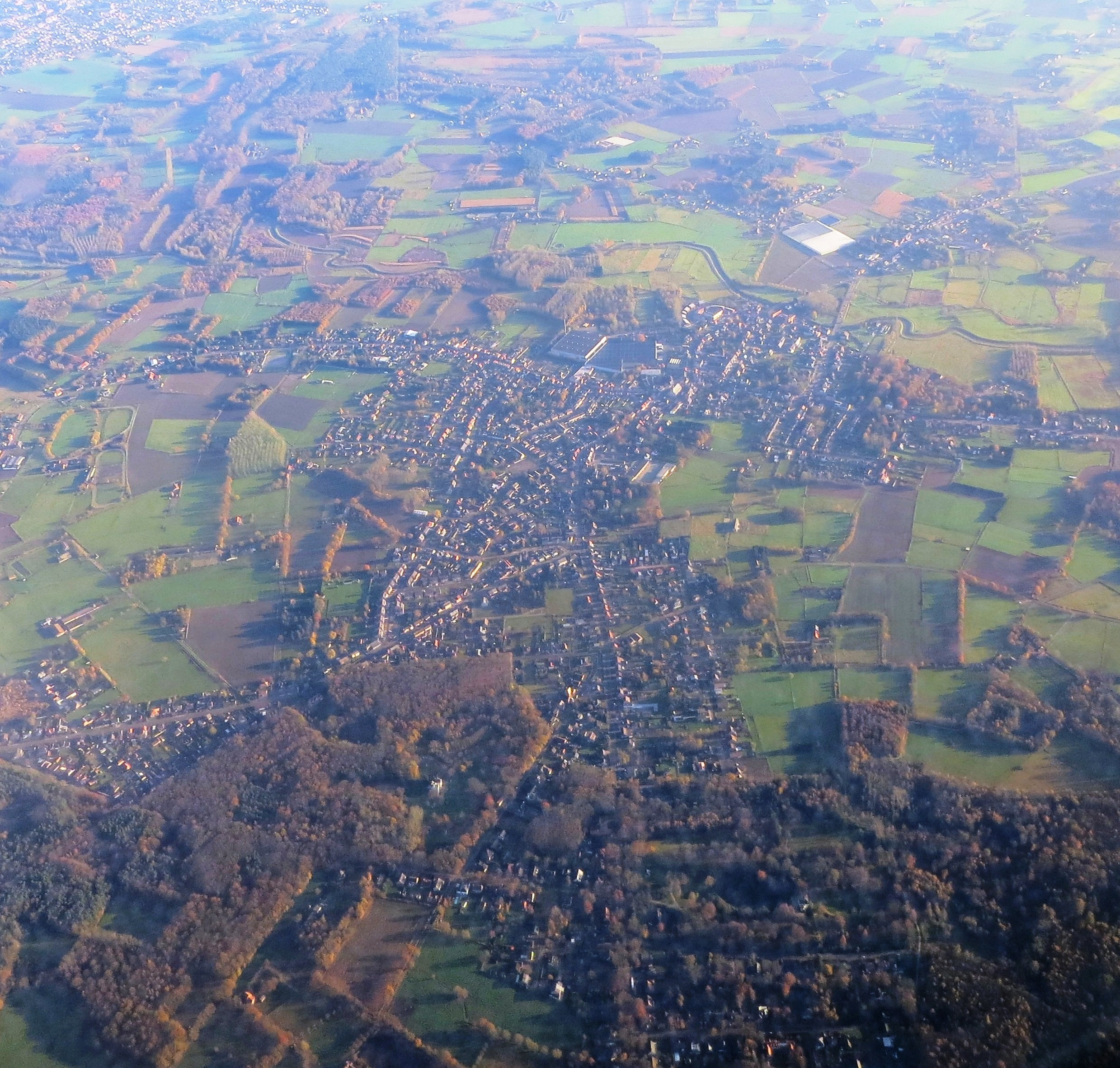
Heist-op-den-Berg vanuit de lucht
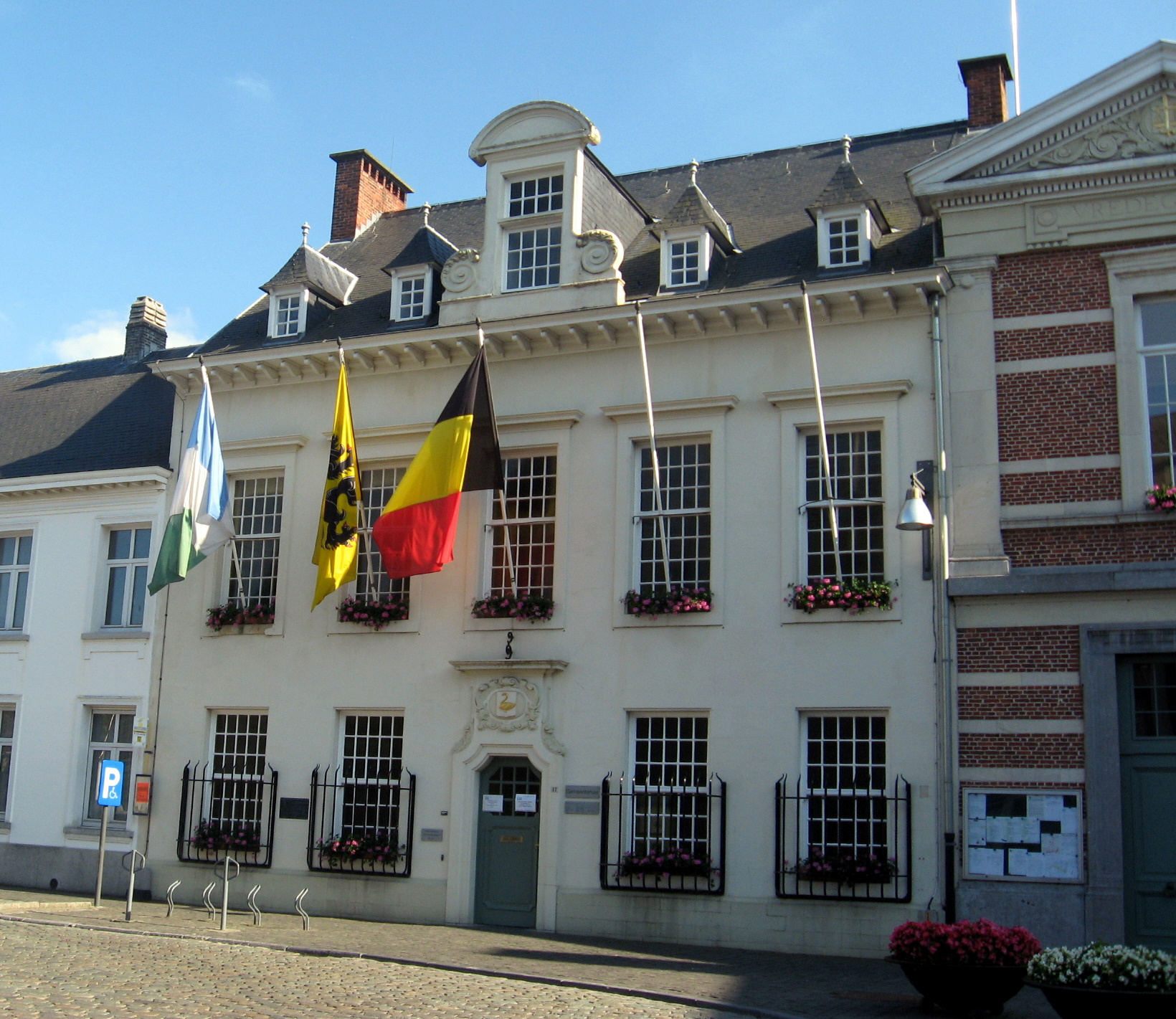
Gemeentehuis
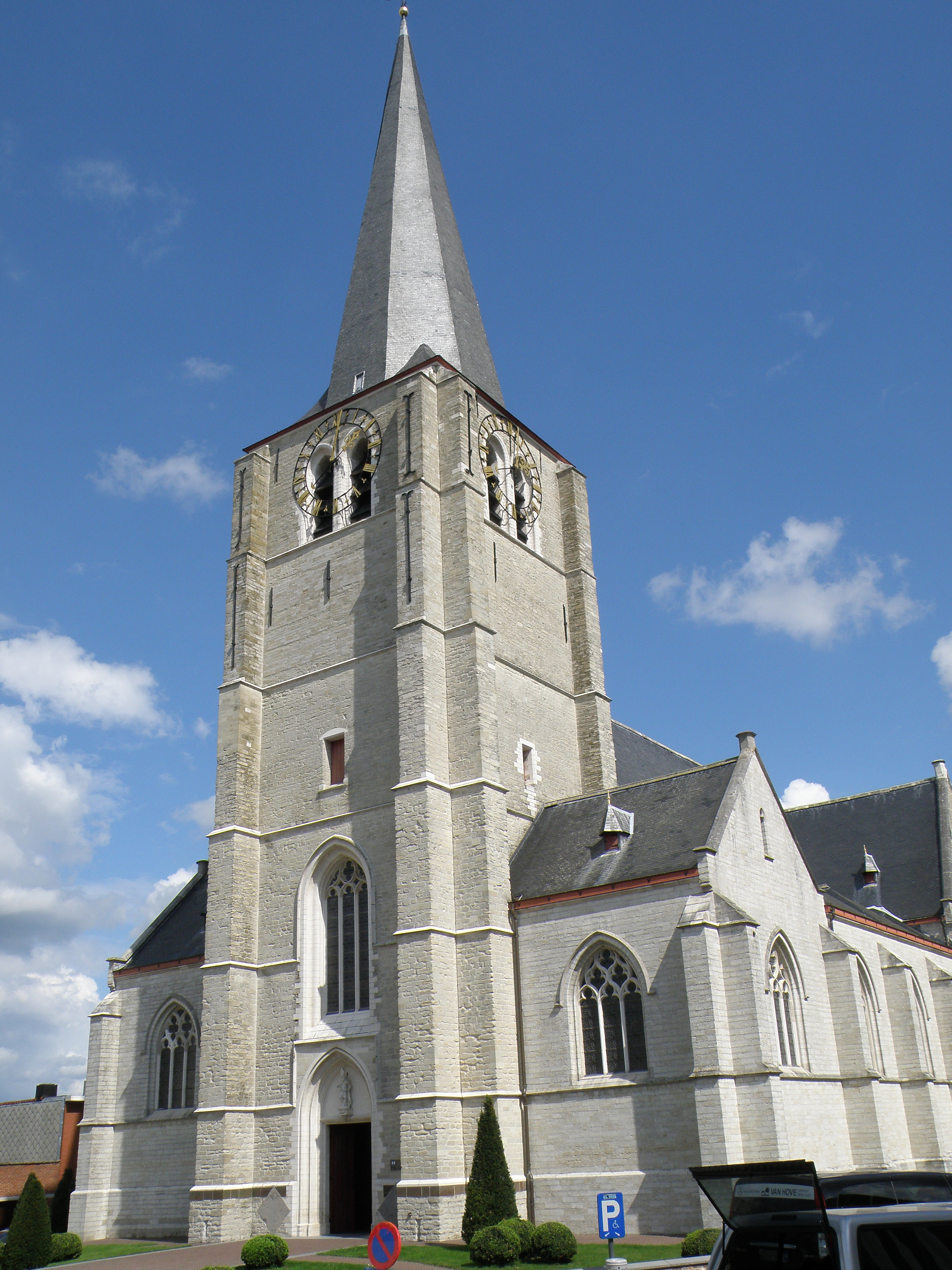
Sint-Lambertuskerk
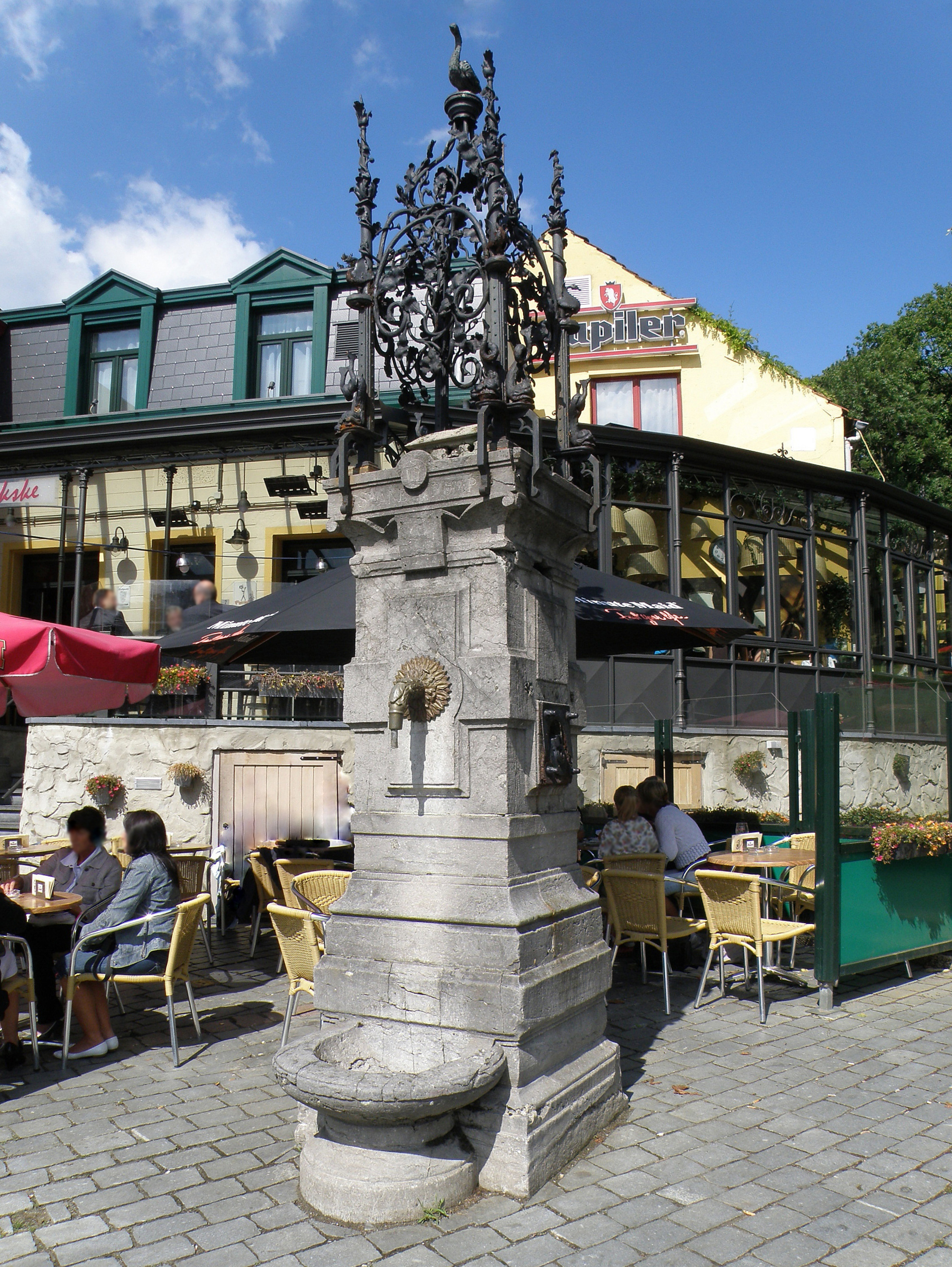
De Swane Pomp n.o.v. kunstsmid Arthur Vereecke (1933)
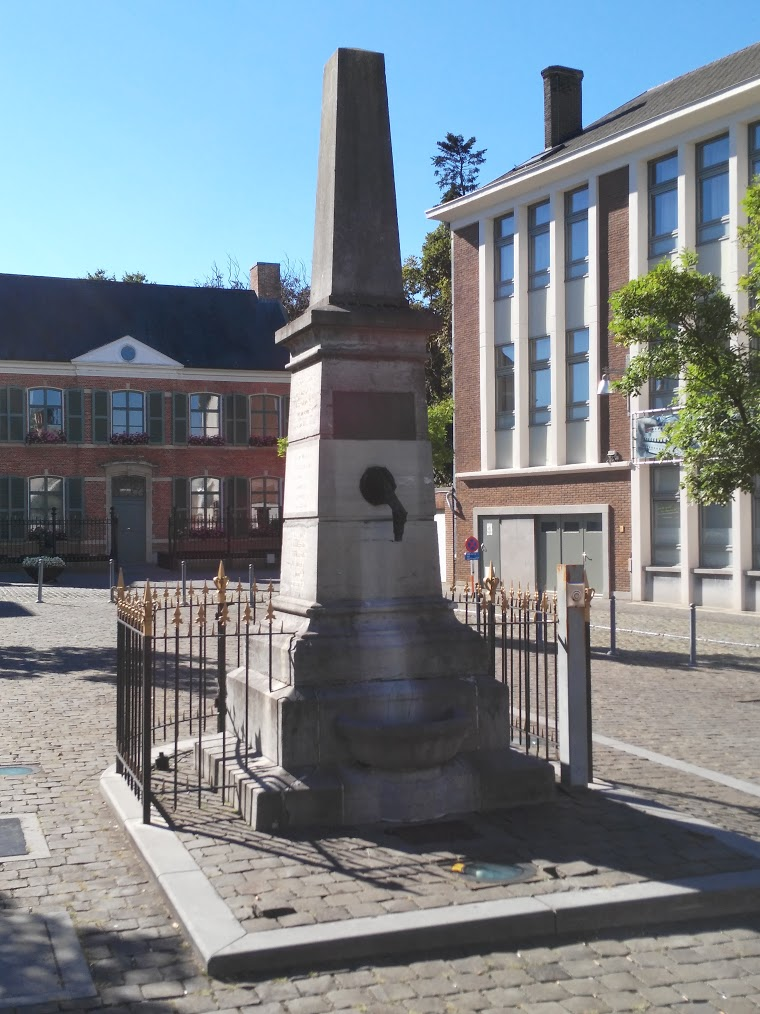
Arduinen pomp en oorlogsmonument 1830
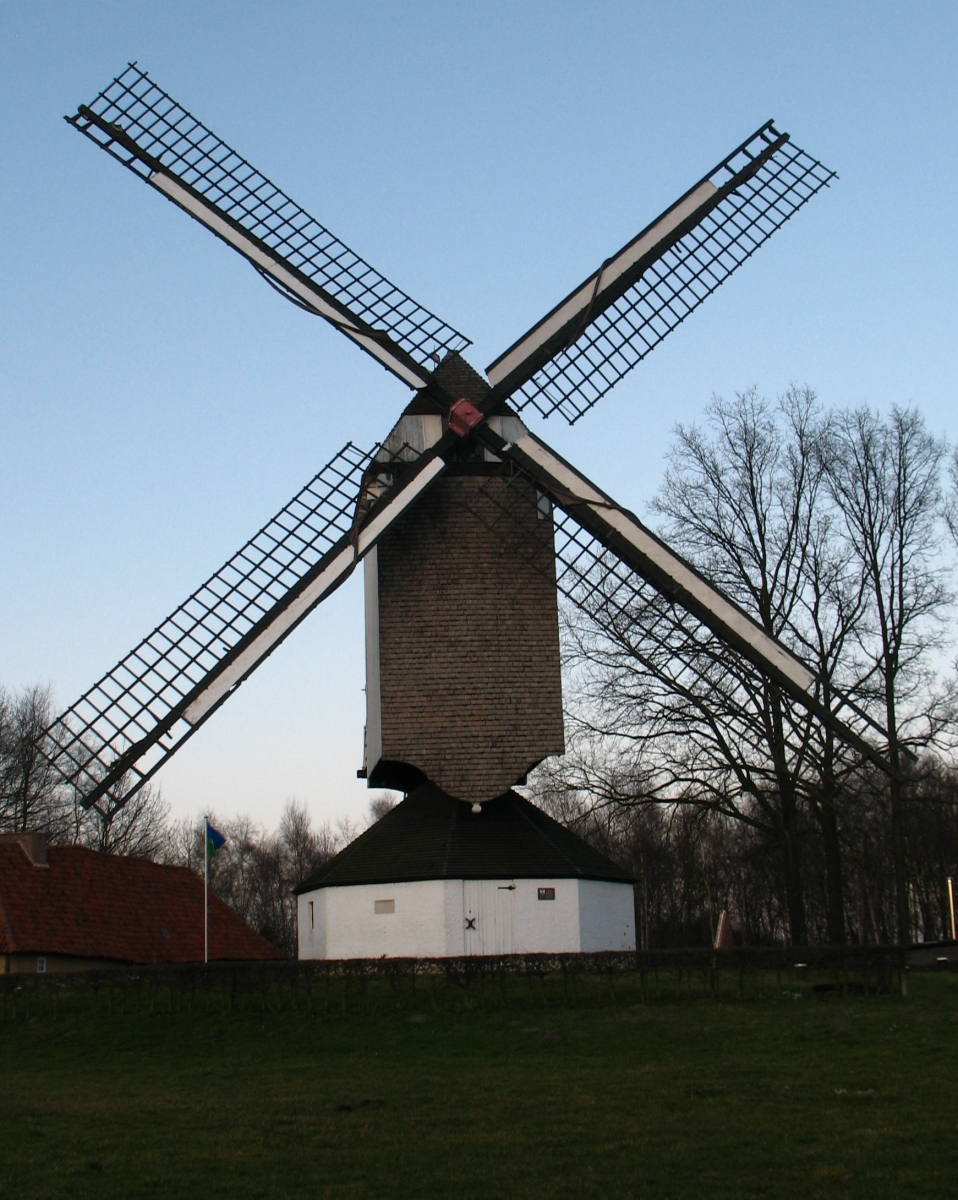
De Kaasstrooimolen

## Nabijgelegen kernen
Hallaar, Heist-Station, Heist-Goor, Zonderschot